# Jevgenyij Pantyelejmonovics Zsukov
Jevgenyij Pantyelejmonovics Zsukov, oroszul: Евгений Пантелеймонович Жуков (Moszkva, 1950. december 7. – Moszkva, 1990. november 21.) szovjet-orosz labdarúgó, hátvéd, középpályás.

## Pályafutása
1969 és 1974 között a Gyinamo Moszkva, 1975–76-ban a Pahtakor Taskent labdarúgója volt. A Gyinamo csapatával egy szovjetkupa-győzelmet ért el. Tagja volt az 1971–72-es idényben KEK-döntős csapatnak.

## Sikerei, díjai
Gyinamo Moszkva
- Szovjet bajnokság
  - 2.: 1970
  - 3.: 1973
- Szovjet kupa
  - győztes: 1970
- Kupagyőztesek Európa-kupája (KEK)
  - döntős: 1971–72